# Domino (película de 2019)
Domino es una película de suspenso policíaco dirigida por Brian De Palma y protagonizada por Nikolaj Coster-Waldau, Carice van Houten y Guy Pearce.
Fue estrenada el 31 de mayo de 2019 por Saban Films.

## Sinopsis
En 2020, un oficial de policía danés Christian Toft (Nikolaj Coster-Waldau) abandona su departamento, olvidando llevar su arma con él. Toma prestada la pistola de su compañero Lars Hansen (Søren Malling ). Un miembro de ISIS, Ezra Tarzi (Eriq Ebouaney) corta la garganta de Lars.
Resulta que un agente de la CIA Joe Martin (Guy Pearce) convirtió a Ezra en un agente doble. Junto con Alex (Carice van Houten), otro oficial de policía que había tenido una relación con Lars durante años, Christian busca justicia por el asesinato de Lars.

## Reparto
- Nikolaj Coster-Waldau como Christian.
- Carice van Houten como Alex.
- Guy Pearce
- Bouzan Hadawi Como Miguel 1.
- Paprika Steen como Hanne Toft.
- Thomas W. Gabrielsson como Wold.
- Jon Lange
- Jacob Lohmann como Policía.
- Jay Pothof como Musa.

## Producción
En 2017, Brian De Palma comenzó el rodaje de Domino en Málaga y continuó en Almería en el aeropuerto, la plaza de toros y el puerto. Se seleccionaron extras para caminar en el Estadio de los Juegos Mediterráneos. El rodaje en la plaza de toros de Almería se acortó debido a problemas con la cantidad de extras requeridos. Christina Hendricks fue reemplazada por Carice van Houten en el papel femenino principal. Cuando terminó el rodaje en España, De Palma siguió adelante para continuar en Dinamarca.

## Estreno
Fue estrenada el 31 de mayo de 2019.

## Recepción

### Crítica
En Rotten Tomatoes, la película tiene una calificación de aprobación del 33% basada en 63 reseñas, con una calificación promedio de 4.2/10. El consenso crítico del sitio web dice: "Un thriller de memoria cuyas pocas florituras sirven como recordatorios agridulces de los días de gloria de su director, Domino continúa con una racha de decepciones de De Palma". En Metacritic, la película tiene una puntuación promedio ponderada de 40 de 100, basada en 20 críticos, que indica "críticas mixtas o promedio". Benjamin Lee de The Guardian le dio a la película 1 de 5 estrellas, escribiendo: "Lo más frustrante de Domino es cuán invisible se ha vuelto De Palma, trayendo un guión cansado a la pantalla sin ningún tipo de garbo real o esfuerzo, el trabajo de un hombre quien aparentemente se rindió". David Fear de Rolling Stone le dio a la película 2.5 de 5 estrellas, describiéndola como "Una articulación de De Palma desordenada, desigual, de mano dura, ocasionalmente inspirada, a menudo insípida, estilísticamente esteroidal, pero que se ajusta a la descripción en suficientes ajustes y comienza para garantizar el reclamo".
Peter Sobcynzki de RogerEbert.com le dio a la película 3.5 de 4 estrellas, escribiendo: "Esta no es una gran película de Brian De Palma al final, pero sus mejores momentos te recordarán lo genial que puede ser".